# Mallotus calocarpus
Mallotus calocarpus är en törelväxtart som beskrevs av Airy Shaw. Mallotus calocarpus ingår i släktet Mallotus och familjen törelväxter. Inga underarter finns listade i Catalogue of Life.